# Hang Gombasek

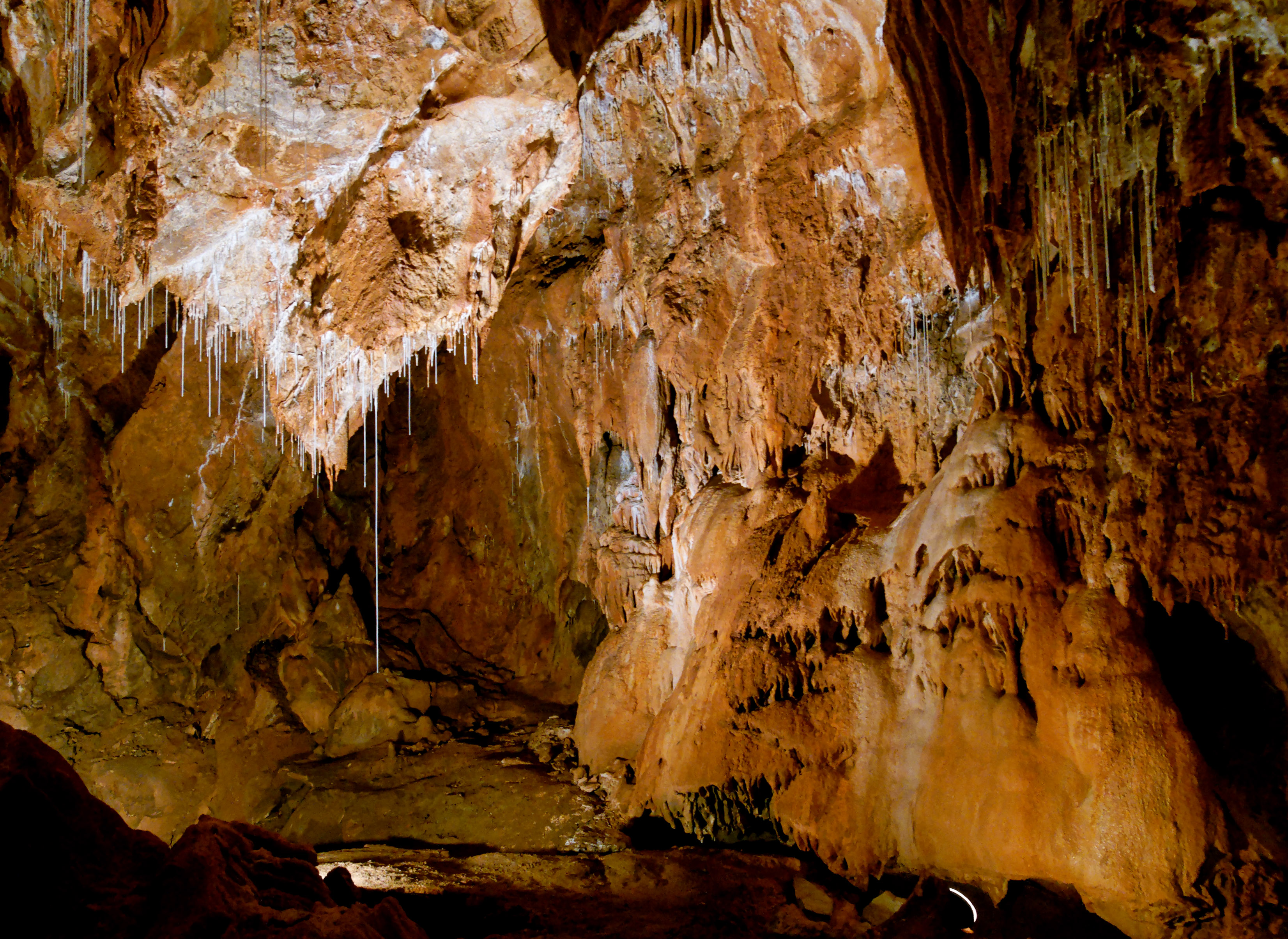
Sảnh đá cẩm thạch

Hang động Gombasek (tiếng Slovak: Gombasecká jaskyňa, tiếng Hungarian: Gombaszögi-barlang) là một hang động ở Slovak Karst, Slovakia. Nó được đặt tên theo khu định cư Gombasek, thuộc làng Slavec. Hang động nằm ở Vườn quốc gia Slovak Karst, trong thung lũng sông Slaná, cách khoảng 15 km về phía nam Rožňava. Nó được phát hiện vào ngày 21 tháng 11 năm 1951 bởi những người tình nguyện thám hiểm hang động. Năm 1955, 285 mét trong tổng số 1.525 mét chiêu dài hang động đã được mở cửa cho các du khách. Hiện tại, lộ trình dành cho du khách dài 530 mét mất khoảng 30 phút. Kể từ năm 1995, hang Gombasek được UNESCO công nhận là di sản thế giới như là một phần của "Các động Aggtelek Karst và Slovak Karst".